# Teleroboxer
Teleroboxer est un jeu vidéo de boxe sorti en 1995 sur Virtual Boy. Le jeu a été développé par Nintendo R&D1 puis édité par Nintendo.

## Scénario
Teleroboxer prend place au 22e siècle. Les êtres humains ont développé un nouveau type de robot appelée Telerobotnics qui permet d'imiter parfaitement les mouvements d'un être humain. Le but de ces robots était de permettre aux humains d'effectuer des travaux dans des conditions normalement insupportables. Le docteur Edward Maki Jr. a imaginé une façon d'accroître l'intérêt des telerobotnics en créant un tournoi qui oppose deux de ces robots dans un sport intitulé le teleroboxing. Après sa conception, le teleroboxing est devenu très populaire dans le monde entier, chacun pensant être le meilleur. Cela a conduit à la création d'un tournoi mondial de teleroboxing.